# ثيودور ويلهلم إنغلمان
ثيودور ويلهلم إنغلمان (بالألمانية: Theodor Wilhelm Engelmann )‏ (و. 1843 – 1909 م) هو عالم نبات، وعالم وظائف الأعضاء، ومدرس، وأستاذ جامعي ألماني، ولد في لايبزيغ، وكان عضوًا في الأكاديمية البروسية للعلوم، وأكاديمية لينسيان، والأكاديمية النمساوية للعلوم، وأكاديمية العلوم في غوتينغن، والأكاديمية الألمانية للعلوم ليوبولدينا، والأكاديمية الملكية الهولندية للفنون والعلوم، توفي في برلين، عن عمر يناهز 66 عاماً.

## التعليم
تعلم في جامعة لايبتزغ.

## جوائز وترشيحات
حصل على جوائز منها:
جوائز
- وسام كرونيان (1895)

ترشيحات
- جائزة نوبل في الطب أو علم وظائف الأعضاء (1901)
- جائزة نوبل في الطب أو علم وظائف الأعضاء (1902)
- جائزة نوبل في الطب أو علم وظائف الأعضاء (1906)

ترشح لـ:
- جائزة نوبل في الطب أو علم وظائف الأعضاء (1906)[9]
- جائزة نوبل في الطب أو علم وظائف الأعضاء (1902)[9]
- جائزة نوبل في الطب أو علم وظائف الأعضاء (1901).[9]